# Mexicana Universal Guanajuato
Mexicana Universal Guanajuato (hasta 2016 llamado Nuestra Belleza Guanajuato) es un concurso a nivel estatal en Guanajuato, México, que selecciona a la representante estatal rumbo al certamen nacional Mexicana Universal (antes llamado Nuestra Belleza México), aspirando así a representar al país a nivel internacional en alguna de las plataformas que se ofrecen.
La organización estatal ha logrado los siguientes resultados desde 1994:
- Ganadoras: 4 (1998, 2007, 2011, 2021)
- Top 10/11/12: 5 (1999, 2002, 2003, 2005, 2008)
- Top 15/16: 2 (1997, 2012)
- Top 20/21: 3 (2001, 2004, 2018)
- Sin clasificación: 17 (1994, 1995, 1996, 2000, 2001, 2003, 2005, 2006, 2009, 2010, 2013, 2014, 2015, 2016, 2017, 2019, 2022)

#### Reinas Nacionales
- Diana Robles -  Mexicana Hispanoamericana 2022
- Mariana Berumen - Nuestra Belleza Mundo México 2011
- Andrea Martínez de Velasco - Reina Hispanoamericana México 2009 (Designada)
- Elisa Nájera - Nuestra Belleza México 2007
- Vilma Zamora - Nuestra Belleza Mundo México 1998

## Reinas Titulares
A continuación se presentan los nombres de las ganadoras anuales de Mexicana Universal Guanajuato, enumeradas en orden ascendente, así como los resultados obtenidos durante el certamen nacional de Mexicana Universal. Así mismo se destacan en algún color las reinas estatales que representaron al país en alguna franquicia actual o que tuvo la organización nacional a través de los años.
| Franquicias actuales: - Compitió en Miss International. - Compitió en Miss Grand International. - Compitió en Miss Charm. - Compitió en Reina Hispanoamericana. - Compitió en Miss Orb International. - Compitió en Nuestra Latinoamericana Universal. | Antiguas franquicias: - Compitió en Miss Universe. - Compitió en Miss World. - Compitió en Miss Continente Americano. - Compitió en Miss Costa Maya International. - Compitió en Miss Atlántico Internacional. - Compitió en Miss Verano Viña del Mar. - Compitió en Reina de la Atlantida. - Compitió en Reina Internacional del Café. - Compitió en Reina Internacional de las Flores. - Compitió en Señorita Continente Americano. - Compitió en Nuestra Belleza Internacional. |

| Año                                                                         | Reina Titular                                                                           | Originaria                                                                              | Clasificación | Premio Especial | Notas |
| 2025                                                                        |                                                                                         |                                                                                         | | | |
| 2024                                                                        | Debido a cambios en las fechas del certamen nacional, no hubo elección estatal este año | Debido a cambios en las fechas del certamen nacional, no hubo elección estatal este año | Debido a cambios en las fechas del certamen nacional, no hubo elección estatal este año                                                     | Debido a cambios en las fechas del certamen nacional, no hubo elección estatal este año                                                     | Debido a cambios en las fechas del certamen nacional, no hubo elección estatal este año |
| 2023                                                                        | Grecia García Rincón                                                                    | León                                                                                    | Por Competir | | |
| 2022                                                                        | María Alexia Cruz Parada                                                                | León                                                                                    | - | - | - |
| 2021                                                                        | Diana Laura Abigail Robles Rivera                                                       | León                                                                                    | Mexicana Hispanoamericana | - | - 3.ª Finalista en Reina Hispanoamericana 2022 |
| 2020                                                                        | Debido a la contingencia por la pandemia Covid-19, no hubo elección estatal este año    | Debido a la contingencia por la pandemia Covid-19, no hubo elección estatal este año    | Debido a la contingencia por la pandemia Covid-19, no hubo elección estatal este año                                                        | Debido a la contingencia por la pandemia Covid-19, no hubo elección estatal este año                                                        | Debido a la contingencia por la pandemia Covid-19, no hubo elección estatal este año |
| 2019                                                                        | Luz María Guillén Jiménez                                                               | León                                                                                    | - | - | - |
| 2018                                                                        | Ana Carolina Gaona Camarena                                                             | Irapuato                                                                                | Top 20 | - | - |
| 2017                                                                        | Karla Marcela Marcochio Hernández                                                       | Irapuato                                                                                | - | - | - |
| Hasta el año 2016 el titulo estatal fue nombrado Nuestra Belleza Guanajuato |                                                                                         |                                                                                         | | | |
| 2016                                                                        | Valentina Krauss Moreno                                                                 | Guanajuato                                                                              | - | - | - |
| 2015                                                                        | Samantha del Rosario Peña Navarro (Renunció)                                            | León                                                                                    | No Compitió | - | - Compitió en Nuestra Belleza Guanajuato 2014 |
| 2015                                                                        | Daniela Arellano Gómez (Asumió)                                                         | León                                                                                    | - | - | - 2.ª Finalista en Nuestra Belleza Guanajuato 2015 |
| 2014                                                                        | Hilda Margarita Jiménez Aguirre                                                         | León                                                                                    | - | - | - 9.ª Finalista en Mexico's Next Top Model 2013 |
| 2013                                                                        | Giovana Vázquez Fuentes                                                                 | Moroleón                                                                                | - | - | - |
| 2012                                                                        | Elisa Espinoza Gómez                                                                    | Celaya                                                                                  | Top 15 | - | - Compitió en Miss F1 México 2015 - Miss Costa Maya International 2014 - Miss Costa Maya México 2014 - Señorita Universidad de Guanajuato 2011                                                                          |
| 2011                                                                        | Mariana Berumen Reynoso                                                                 | León                                                                                    | Nuestra Belleza Mundo México | | - Compitió en Miss Model of the World 2018 - Miss Model of the World México 2018 - 1.ª Finalista en Mexico's Next Top Model 2014 - Top 15 en Miss Mundo 2012 - Nació en Jalisco                                         |
| 2011                                                                        | Carolina Miranda Olvera                                                                 | Irapuato                                                                                | - Asumió el título estatal cuando Mariana Berumen ganó Nuestra Belleza Mundo México 2011 - 1.ª Finalista en Nuestra Belleza Guanajuato 2011 | - Asumió el título estatal cuando Mariana Berumen ganó Nuestra Belleza Mundo México 2011 - 1.ª Finalista en Nuestra Belleza Guanajuato 2011 | - Asumió el título estatal cuando Mariana Berumen ganó Nuestra Belleza Mundo México 2011 - 1.ª Finalista en Nuestra Belleza Guanajuato 2011                                                                             |
| 2010                                                                        | Helena Estefanía Baca Anaya                                                             | León                                                                                    | - | - | - |
| 2009                                                                        | Clementina Velásquez Mojica                                                             | León                                                                                    | - | - | - |
| 2008                                                                        | Andrea Martínez de Velasco Martínez                                                     | Celaya                                                                                  | Top 10 | - | - Compitió en Reina Hispanoamericana 2009 - Reina Hispanoamericana México 2009 |
| 2007                                                                        | Elisa Nájera Gualito                                                                    | Celaya                                                                                  | Nuestra Belleza México | Reina de Belleza Fuller | - 4.ª Finalista en Miss Universo 2008 |
| 2006                                                                        | Pilar Pérez Reyes                                                                       | León                                                                                    | - | - | - Nació en Sinaloa |
| 2005                                                                        | Fernanda Verdín Martínez                                                                | León                                                                                    | - | - | - |
| 2004                                                                        | Ana Paulina Hurtado Castro                                                              | León                                                                                    | Top 20 | - | - |
| 2003                                                                        | Rubí Valdés Silva                                                                       | León                                                                                    | Top 10 | - | - |
| 2002                                                                        | María Vanessa Cisneros Lozano                                                           | León                                                                                    | Top 10 | - | - |
| 2001                                                                        | Anabel Mendoza Muñoz                                                                    | León                                                                                    | Top 20 | - | - Top 21 en Nuestra Belleza Mundo México 2001 |
| 2000                                                                        | Esmeralda Marún Rodríguez                                                               | Guanajuato                                                                              | - | - | - |
| 1999                                                                        | María Esther Espinosa Martínez                                                          | Celaya                                                                                  | Top 10 | - | - |
| 1998                                                                        | Vilma Verónica Zamora Suñol                                                             | Guanajuato                                                                              | Nuestra Belleza Mundo México | - | - Compitió en Reinado Internacional de las Flores 2000 - Reina de las Flores México 2000 - Compitió en Miss Mundo 1998 - 2ª Finalista en Señorita Continente Americano 1998 - Señorita Continente Americano México 1998 |
| 1997                                                                        | Mónica Macías Chávez                                                                    | Celaya                                                                                  | Top 16 | - | - |
| 1996                                                                        | Lilian de Anda Gómez                                                                    | Celaya                                                                                  | - | - | - |
| 1995                                                                        | María Eva Curiel Padilla                                                                | León                                                                                    | - | - | - Nació en la Ciudad de México |
| 1994                                                                        | Blanca Estela Padilla López                                                             | Guanajuato                                                                              | - | - | - |

## Concursantes designadas
A partir del año 2000, se abrió la posibilidad de que los estados de la República tuvieran más de una candidata, esto como consecuencia de que algunos estados no enviaran candidatas por alguna razón. Las siguientes concursantes de Guanajuato fueron invitadas a competir en el certamen nacional junto con la reina titular, obteniendo en algunos casos mejores resultados.

| Año  | Reina Titular                    | Originaria | Clasificación | Premio Especial | Notas |
| 2005 | Angela Sandoval                  | Celaya     | Top 10        | Mejor Cabello   | - |
| 2003 | Esther Alejandra Córdoba Toscano | León       | -             | -               | - Compitió en Miss Teen Mayan World 2003 - Miss Teen Mayan World México 2003                                                              |
| 2003 | Norma Elena González Barrón      | León       | -             | -               | - Miss Pacific of the World 2007 - Miss Pacific of the World México 2007 - Compitió en Miss Expo World 2003 - Miss Expo World México 2003 |
| 2001 | Claudia Albo López               | Irapuato   | -             | -               | - |
| 2001 | Karín Elizabeth Huerta Arredondo | Irapuato   | Top 20        | -               | - Top 21 en Nuestra Belleza Mundo México 2001                                                                                             |
| 2001 | Leticia Vanessa Jiménez          | Guanajuato | -             | -               | - |